# 아이덴티티 게임즈
아이덴티티 게임즈(Eyedentity Games, Inc.)는 2007년에 설립된 대한민국의 온라인 게임 개발사이다.